# Annette Kitagawa
Annette Kitagawa (* 10. Juli 1972) ist eine Schweizer Jazzmusikerin (Alt- und Sopransaxophon, Flöte).
Kitagawa lebt und arbeitet in Bern. Bereits 1993 gehörte sie zu Araxi Karnusians Frauen-Saxophonquartet Lady Face (mit Nina Kubik und Lisette Wyss). 1996 nahm sie mit Stewy von Wattenwyl das Album To the Point auf. Nach ihrer Ausbildung am Staatlichen Lehrerseminar Hofwil-Bern absolvierte sie 2002 die Swiss Jazz School. 2002 gründete sie zusammen mit Lisette Wyss das Frauen-Saxophonquartett Lily Horn Is Born (mit Fabienne Hoerni und Susanne Müller). Die Band spielte international zahlreiche Konzerte. 2007 trennten sich die Wege der Musikerinnen zunächst, bevor sie 2017 wieder zusammenfanden. Kitagawa spielte in Bands, wie Jammin’ feat. Rhonda Dorsey, der Gary Scott Band, Emel, Bruce Reynolds Harissa Boudoir Orchestra oder der Uptown Big Band. Seit 2008 unterrichtet Kitagawa am Oberstufenzentrum Belp das Fach Musik.